# Ford Capri
Ford Capri — автомобиль фирмы Ford, выпускавшийся с 1969 по 1986 годы. Автомобиль был разработан американским дизайнером Филипом Кларком, одним из главных разработчиков Ford Mustang, что до 2010 года оставалось неизвестным фактом. Автомобиль, использовавший узлы и агрегаты от Ford Cortina, был задуман как европейский аналог Ford Mustang. Capri был очень успешным автомобилем, всего было продано около 1,9 млн единиц, за время его выпуска. Ford предлагал широкий выбор двигателей, включая мощные V6 (Essex и Cologne) для комплектаций высшего класса и рядные четырёхцилиндровые (Kent), а также V4 (Taunus) для моделей низшего класса. Фактически, Ford Probe второго поколения, появившийся на европейском рынке в 1992 году, можно рассматривать как неофициальную замену модели Capri.

## Ford Consul Capri
Ford Consul Capri был вариантом седана Consul Classic в кузове двух-дверного купе. Проект был утвержден в 1956 году и получил кодовое название «Sunbird», взяв элементы дизайна от Ford Thunderbird и Ford Galaxie Starliner. Первоначальная цель дизайнеров — создание облика автомобилей Ford нового десятилетия. Производством занималось отделение Ford Britan.

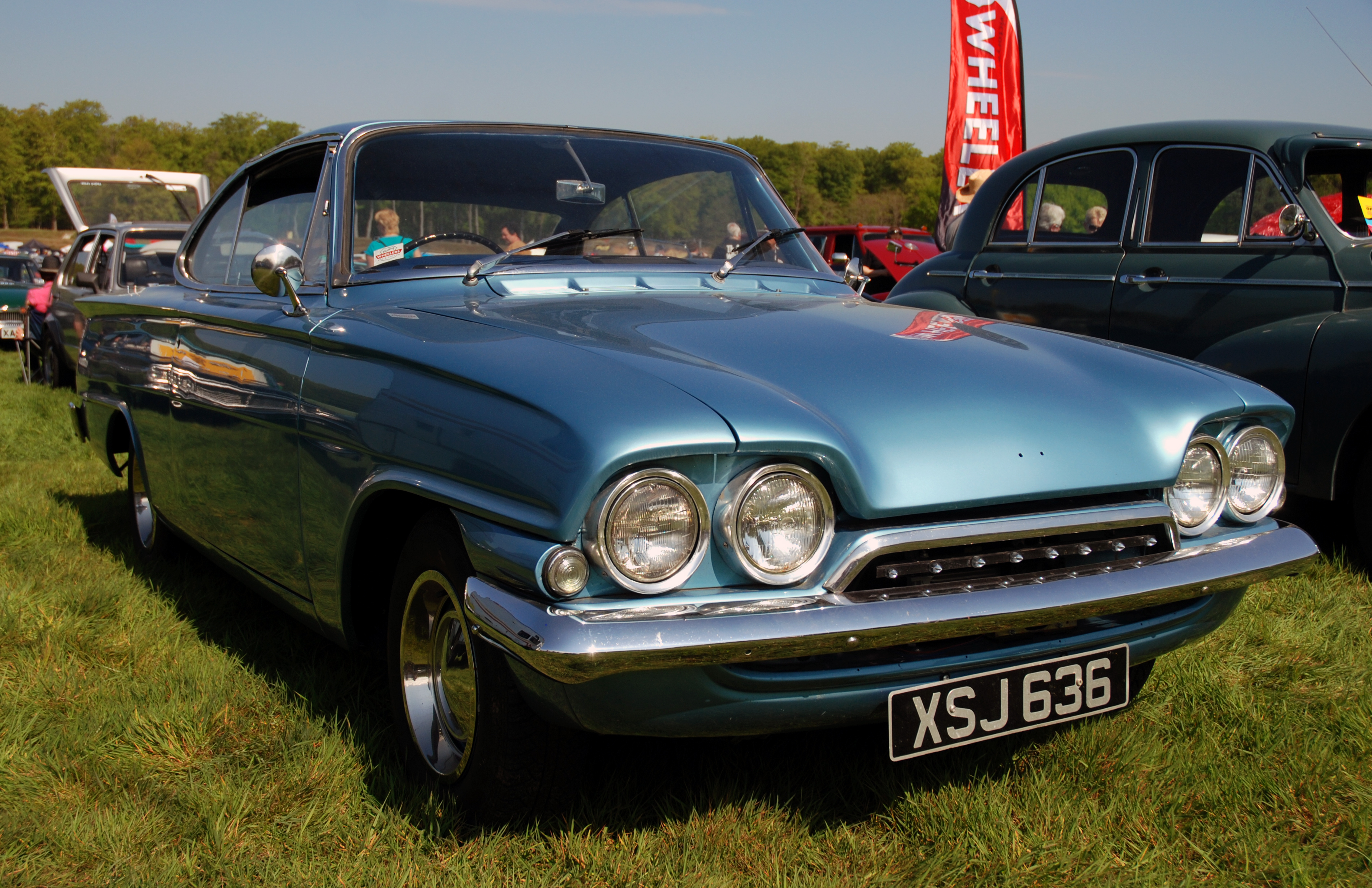
Ford Consul Capri (335)

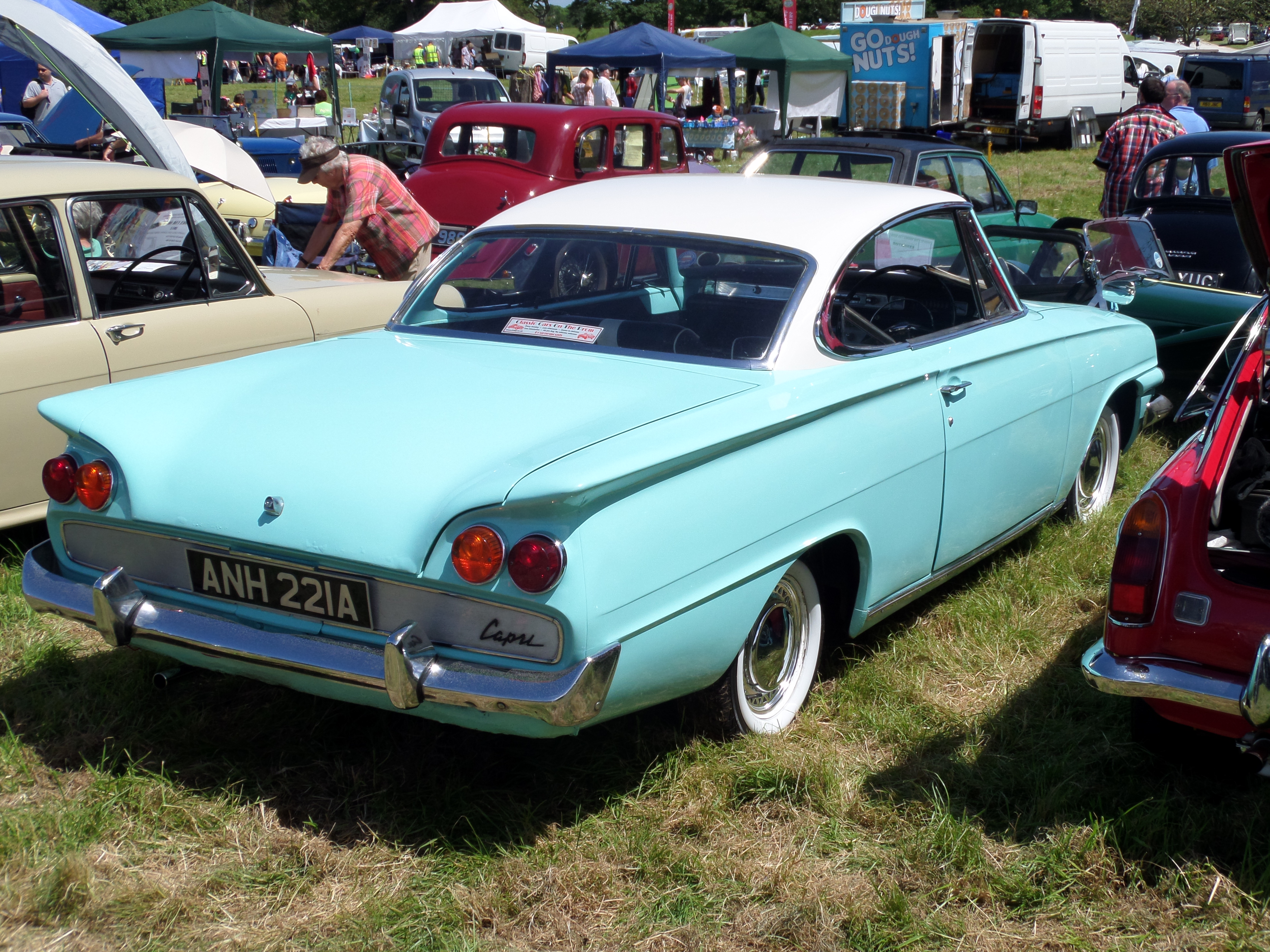
Вид сзади

Изначально автомобили модели Capri поставлялись исключительно на экспорт, но начиная с января 1962 года они также стали продаваться на внутреннем рынке Великобритании. Сборка проходила в городе Дагенем, а с февраля 1963 года в городе Хейлвуд. С самого начала судьба этого автомобиля, задуманного как часть серии классических автомобилей Форд, была обречена на неудачу в коммерческом плане из-за сложности и высокой стоимости производства его кузова. Ford Classic выпускался с 1961 по 1963 годы и был сменен автомобилем Ford Corsair.
Был ряд особенностей от Ford Classic De-Luxe — четыре фары, стеклоочистители с переменной скоростью, дисковые передние тормоза, затемнение подсветки приборной панели и прикуриватель. На автомобиль устанавливалась четырёх-ступенчатая коробка передач. Capri был объявлен как «первый персональный автомобиль от Ford в Великобритании» (Форд Великобритании, литературы, декабрь 1961).
Изначально устанавливались 1340-кубовые двигатели (модель 109Е), и ранние автомобили страдали от преждевременного выхода из строя коленчатого вала всего с тремя подшипниками. Объём двигателя была увеличена в августе 1962 года до 1498 см³ (модель 116E) и этот двигатель имел уже пять подшипников коленвала, что было огромным шагом вперед. Первые 200 единиц, направленные на экспорт в страны Европы и Северной Америки, были с левым рулем. В 1961 году в Германии на автосалоне во Франкфурте Ford продал 88 автомобилей.
В феврале 1963 года появилась версия GT (116E). Новый двигатель GT, разработанный Cosworth, имел степень сжатия 9:1, доработанную голову с большими выпускными клапанами, алюминиевый впускной коллектор, четыре рукава выпускного коллектора, а наиболее заметным изменением стал двух-дроссельный карбюратор Вебер, впервые на серийном британском автомобиле. Тот же двигатель был объявлен для использования на Ford Cortina в апреле 1963 года.
Автомобиль был очень дорогим в производстве и под конец его производства была запущена популярная Ford Cortina. Продажи были низкими и автомобиль был снят с производства спустя два с половиной года с 19 421 проданными автомобилями за всё время, из которых 2 002 единицы были моделями GT. За последний год производства, в 1964 году, было продано 1 007 автомобилей, из них 412 модели GT. Производство было прекращено в июле 1964 года. Consul Capri (335) является одним из самых редких автомобилей Ford из Великобритании.
Capri тестировал британский журнал The Motor в 1962 году. Максимальная скорость на тесте была 127,1 км/ч, разгон до 100 км/ч занял 22,6 секунд. Рекордный расход топлива составил 7,7 литров/100 км. Стоимость тестового автомобиля была £915 (в том числе налоги в размере £288).

## Mk I

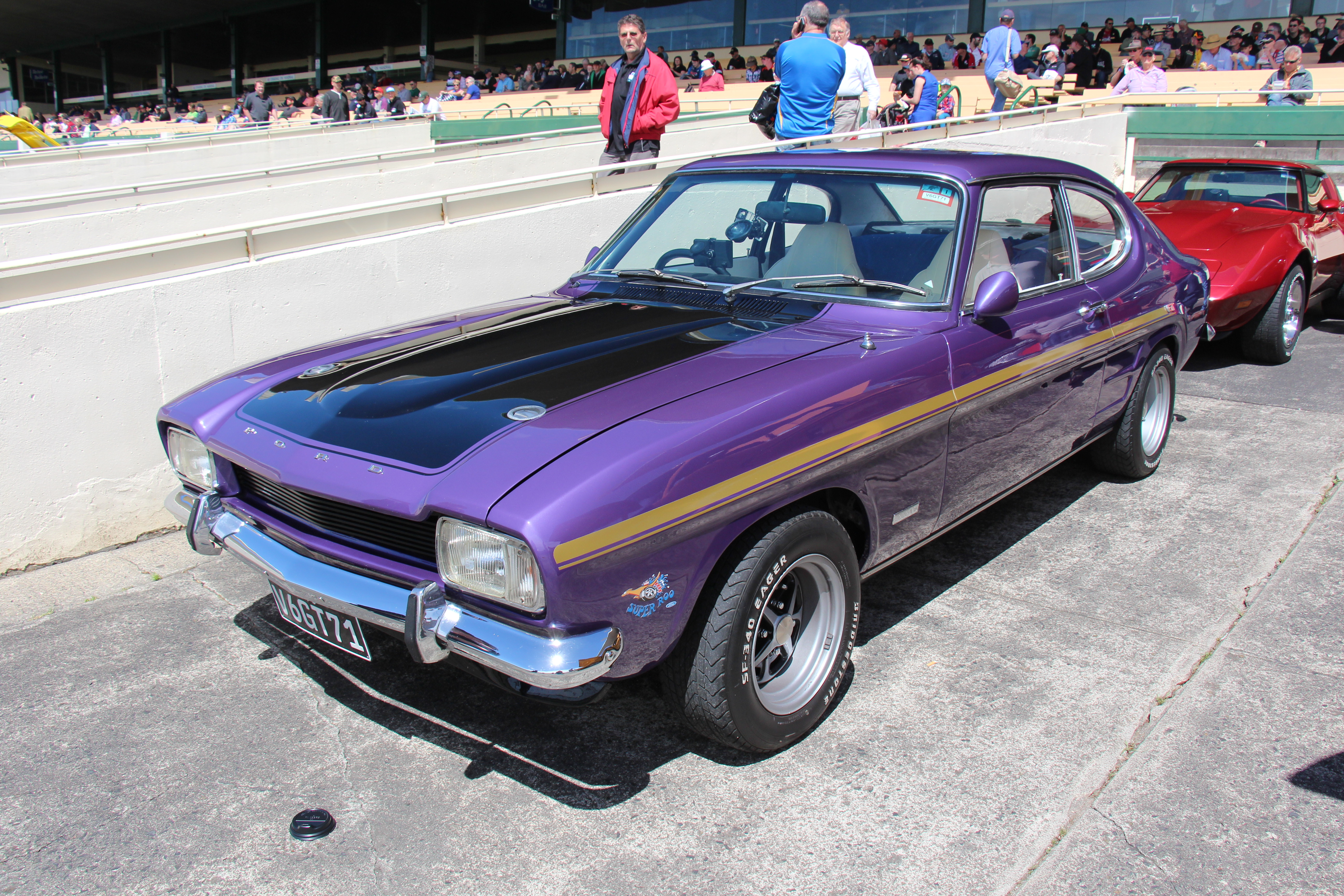
Ford Capri GT 3000 (1971)

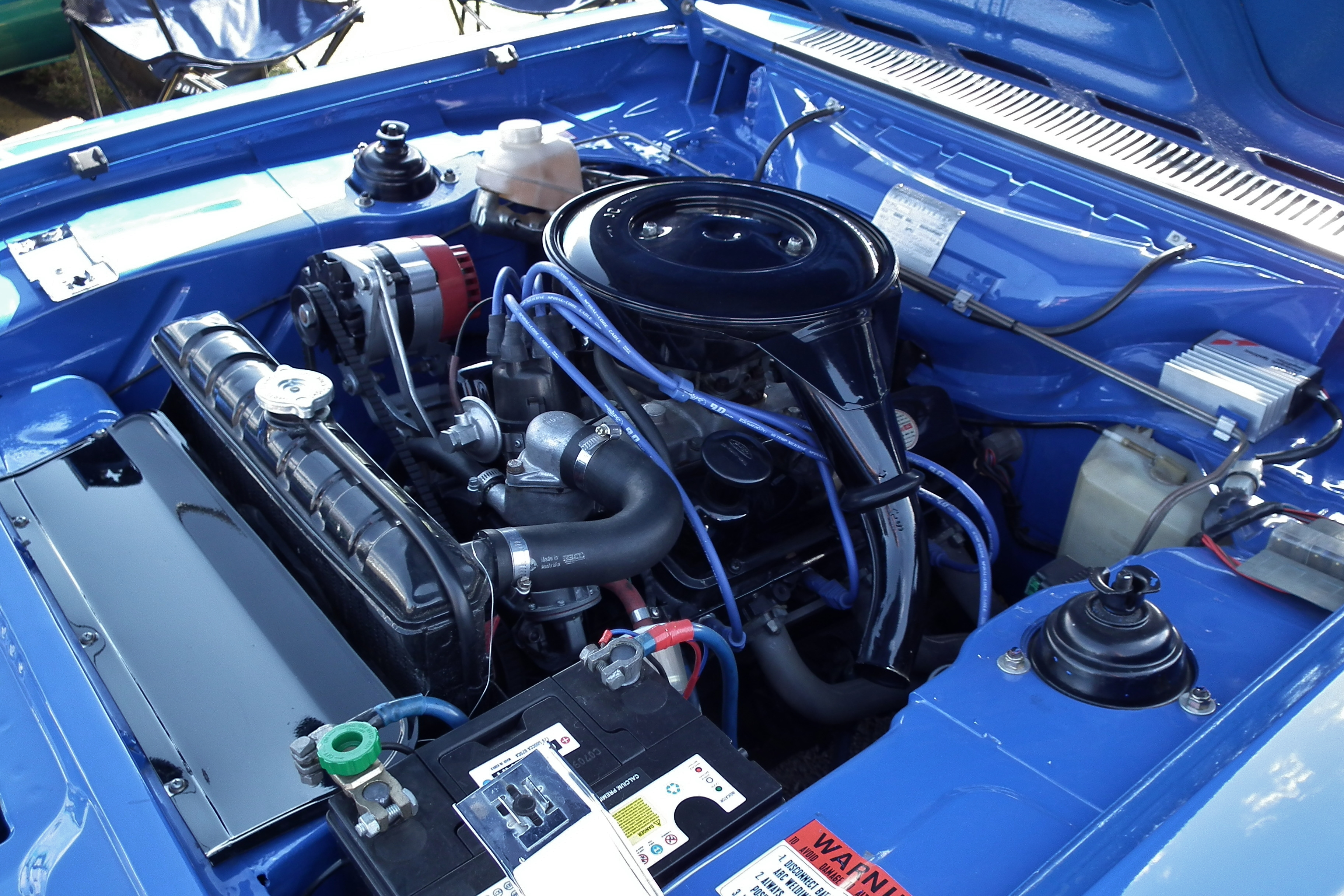
3-литровый V6 двигатель (1971)

Первый Ford Capri был представлен в январе 1969 года на Брюссельском автосалоне, продажи начались с февраля этого же года. Задачей автомобиля было повторить в Европе успех Форда с североамериканским Ford Mustang, выпустив европейский пони кар. Базой стала модель Cortina, автомобиль серийно выпускался на заводах в Дагенхеме и Хейлвуде в Великобритании, в бельгийском Генке и немецком Кёльне. Автомобиль вначале был назван Colt, однако Ford не мог использовать это название из-за существования одноимённой торговой марки у Mitsubishi.
Хотя автомобиль имел кузов купе, Ford хотел, чтобы Capri был доступным автомобилем для широкого круга потенциальных покупателей. Для этого автомобиль был доступен с различными двигателями, британские и немецкие заводы производили разные линейки. Модели с континента оснащались 1,3/1,5/1,7 литровыми двигателями Taunus V4, а британские — рядными «четвёрками» Kent объёмом 1,3 либо 1,6 литров. Двух-литровые британский двигатель Ford Essex V4 объёмом 2 литра и немецкий двигатель Ford Cologne V6 были топовыми. В конце года появились новые спортивные версии: 2300 GT в Германии, с двух-камерным карбюратором, мощностью 125 л. с. (92 кВт), и в сентябре 1969 года 3000 GT в Великобритании, с двигателем Essex V6, мощностью 138 л. с. (103 кВт).
Новый кузов имел ходовую часть, очень похожую на Ford Cortina образца 1966 года. Задняя подвеска состояла из ведущего моста на рессорах со штангами короткого радиуса. Спереди установлена подвеска типа Макферсон, в сочетании с реечным рулевым управлением рулевая колонка складывалась при авариях и столкновениях.

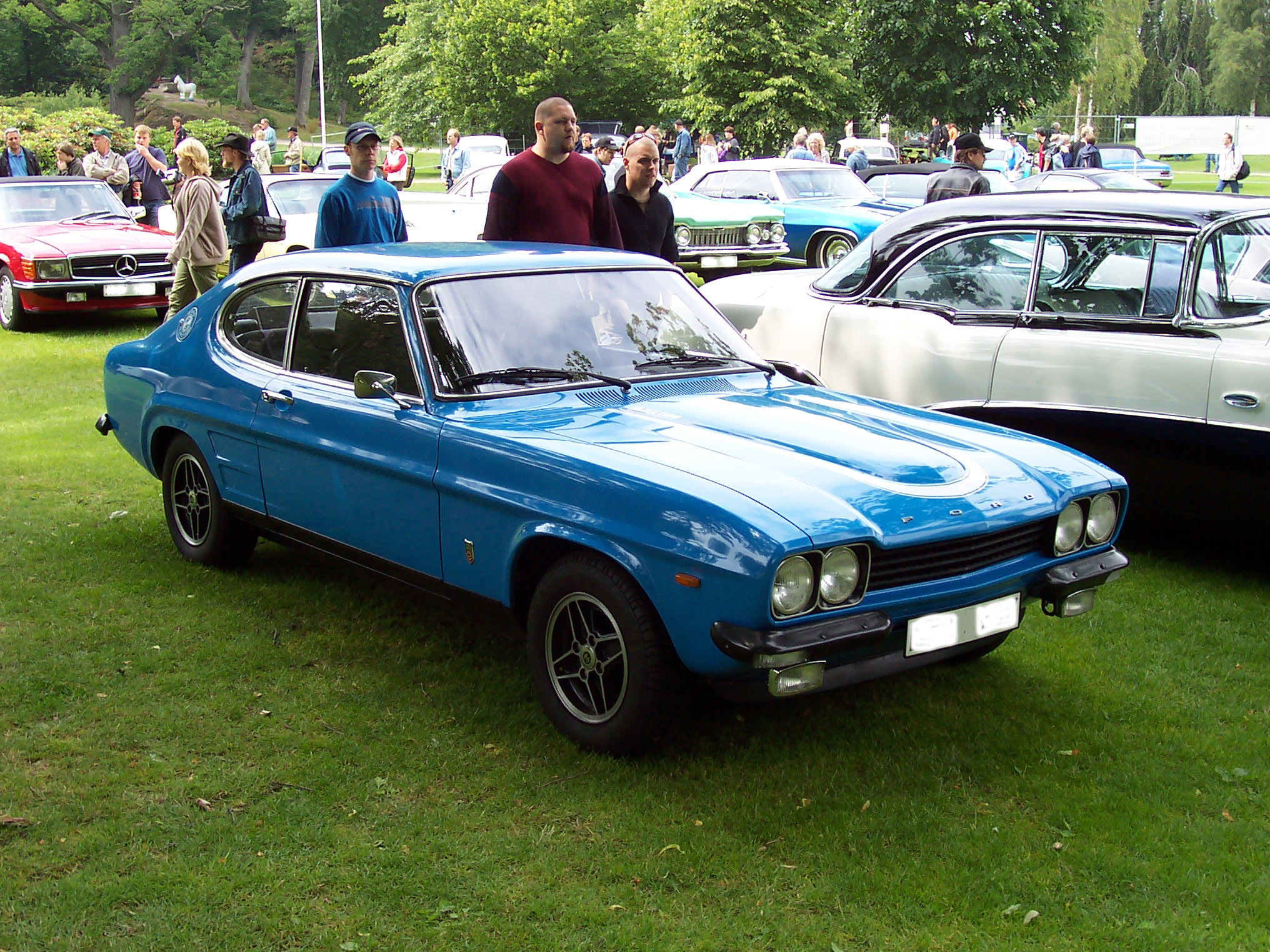
Ford Capri RS2600

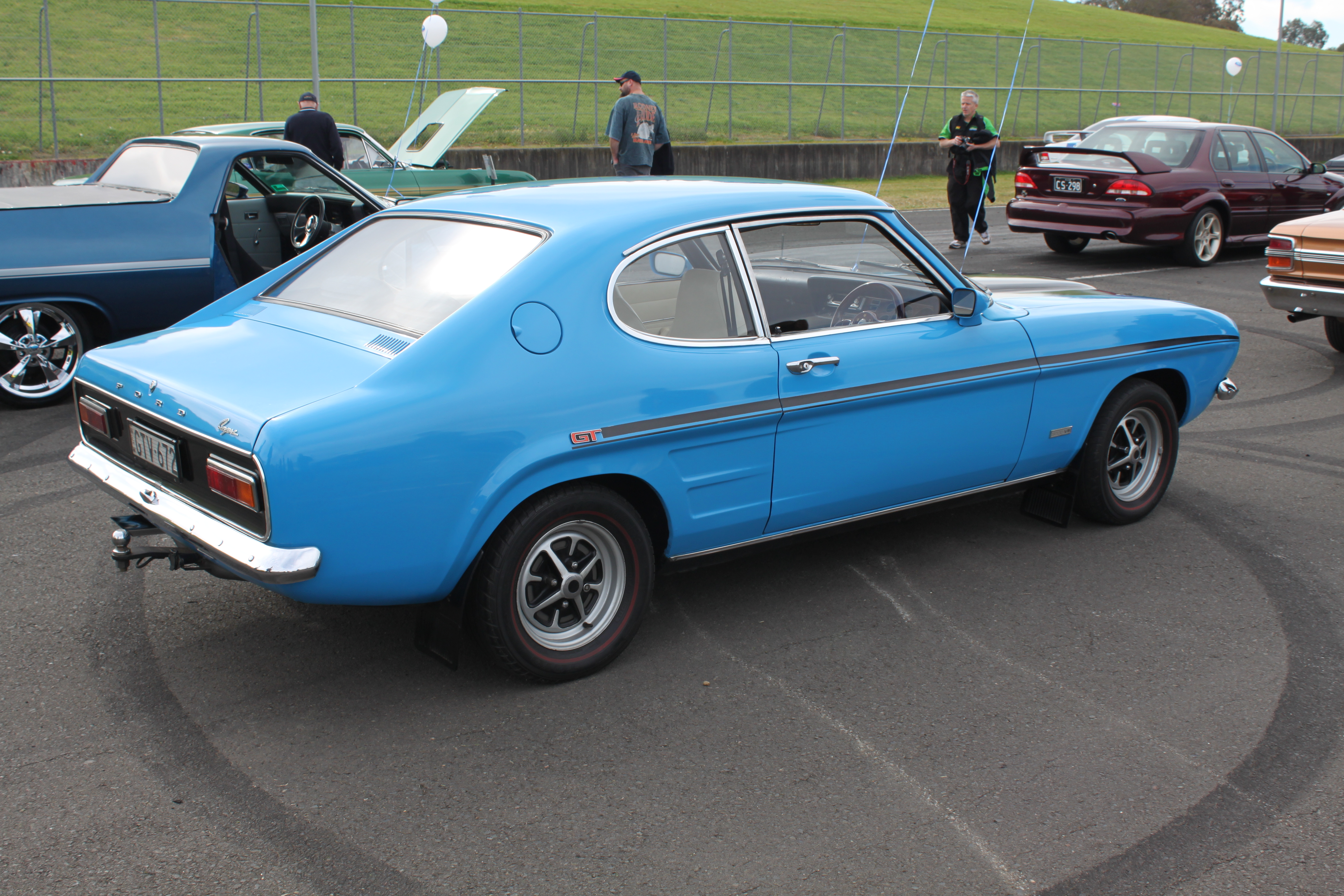
Вид сзади

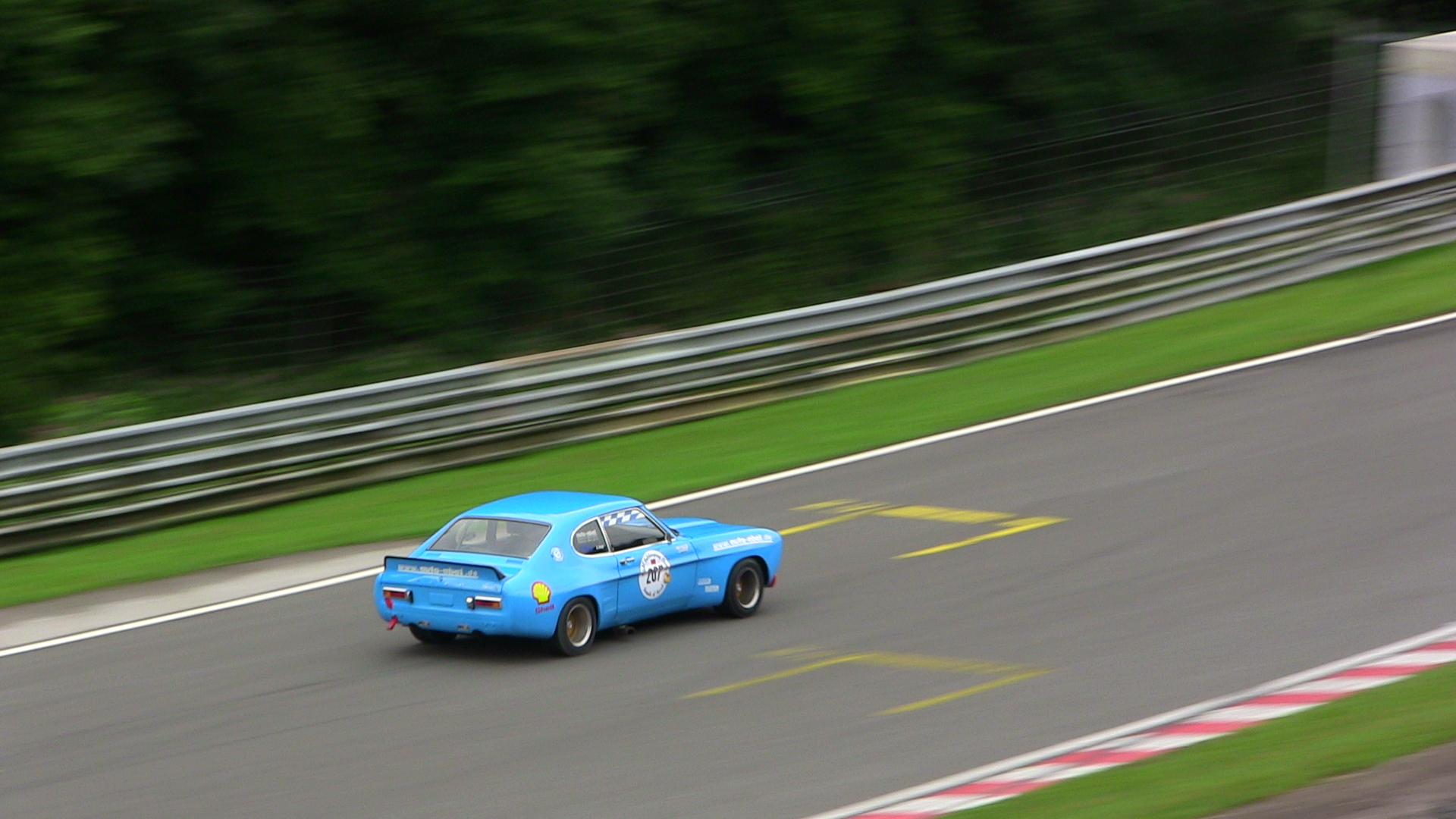
Ford Capri RS2600 на Зальцбургринге 2014

За короткое время Capri Mk I занял в Европе сегмент рынка спортивных автомобилей, который до появления Capri был занят MG MGB. В июне 1970 года в издании Monthly Driver’s Gazette Арчи Викар писал о переключения передач: «…у Форда они легко работают, но не очень весело». Тест автомобиля был подытожен словами: «возможно, немного доработав, автомобиль стал бы дорогим и мощным, меньше похожим на американский и больше на европейский».
Модельный ряд был расширен с другим 3-литровым вариантом, Capri 3000E, выпускавшимся британским заводом с марта 1970 года и имевшим «более роскошную внутреннюю отделку».
Ford начал продажи Capri на австралийском рынке в мае 1969 года, и в апреле 1970 года он был представлен на североамериканском и южноафриканском рынках. Все эти версии использовали двигатель Kent объёмом 1,6 литров, хотя в 1971 году 2-литровый рядный четырёхцилиндровый двигатель Pinto сменил его на некоторых рынках. Исключением был Perana, собираемый Basil Green Motors около Йоханнесбурга, оснащаемый двигателем 302ci V8 Windsor. Все североамериканские версии имели купольный капот и четыре круглых 146 мм американских фары. Он не имел шильдик «Ford», Capri продавался только дилерами Lincoln-Mercury и был известен среди американских водителей как «сексуальная европейка» (the sexy European).
Capri продавался в Японии с моторам 1,6 и 2,0 л. в комплектации GT, продажам помогло и то, что это поколение соответствовало японским требованиям по габаритам автомобиля. Продажами в Японии занимались Kintetsu Motors, эксклюзивный импортер продукции Ford в Японию. За автомобили с 2-литровым двигателем японские автовладельцы обязаны были платить ежегодный налог, что и сказалось на продажах.
Новая версия с двигателем Cologne V6 объёмом 2637 см³ выпускалась Weslake в сентябре 1971 года и называлась Capri RS2600. На этой модели использовался впрыск Kugelfischer, поднявший мощность до 150 л. с. (110 кВт). На RS2600 также изменилась подвеска, коробка передач, появились облегчённые кузовные панели, вентилируемые дисковые тормоза и алюминиевые колёсные диски. Разгон до 100 км/ч с места занимал 7,7 секунд. 2,6-литровый двигатель для версии deluxe 2600 GT, с 2550-кубовым и двух-камерным карбюратором Solex.
Первым Ford Special был Capri Vista Orange Special. Capri Special появился в продаже в ноябре 1971 года и основывался на моделях 1600 GT и 2000 GT. Он был доступен только в цвете «vista orange» и опционально имел багажник, спойлер и предкрылки на заднем стекле — очевидная отсылка к Mustang. Special также имел штатно установленные радиоприёмник, тканевую обивку салона, инерционные ремни безопасности, обогрев заднего стекла и чёрную виниловую крышу. Всего было выпущено 1200 единиц Vista Orange Capri Specials.
Одним из последних оригинальных Mk I в ограниченном количестве был вариант, который имел металлический зелёный или чёрный цвет с красным салоном. По интерьеру отличался тканевыми вставками на сиденьях, аварийной сигнализацией, лампой для чтения карт, открывающимся задним стеклом, виниловой крышей и выпуклым капотом. Эта специальная серия была доступна только с 1,6- или 2,0-литровым двигателями и имела полное название GTXLR Special.

## Mk II

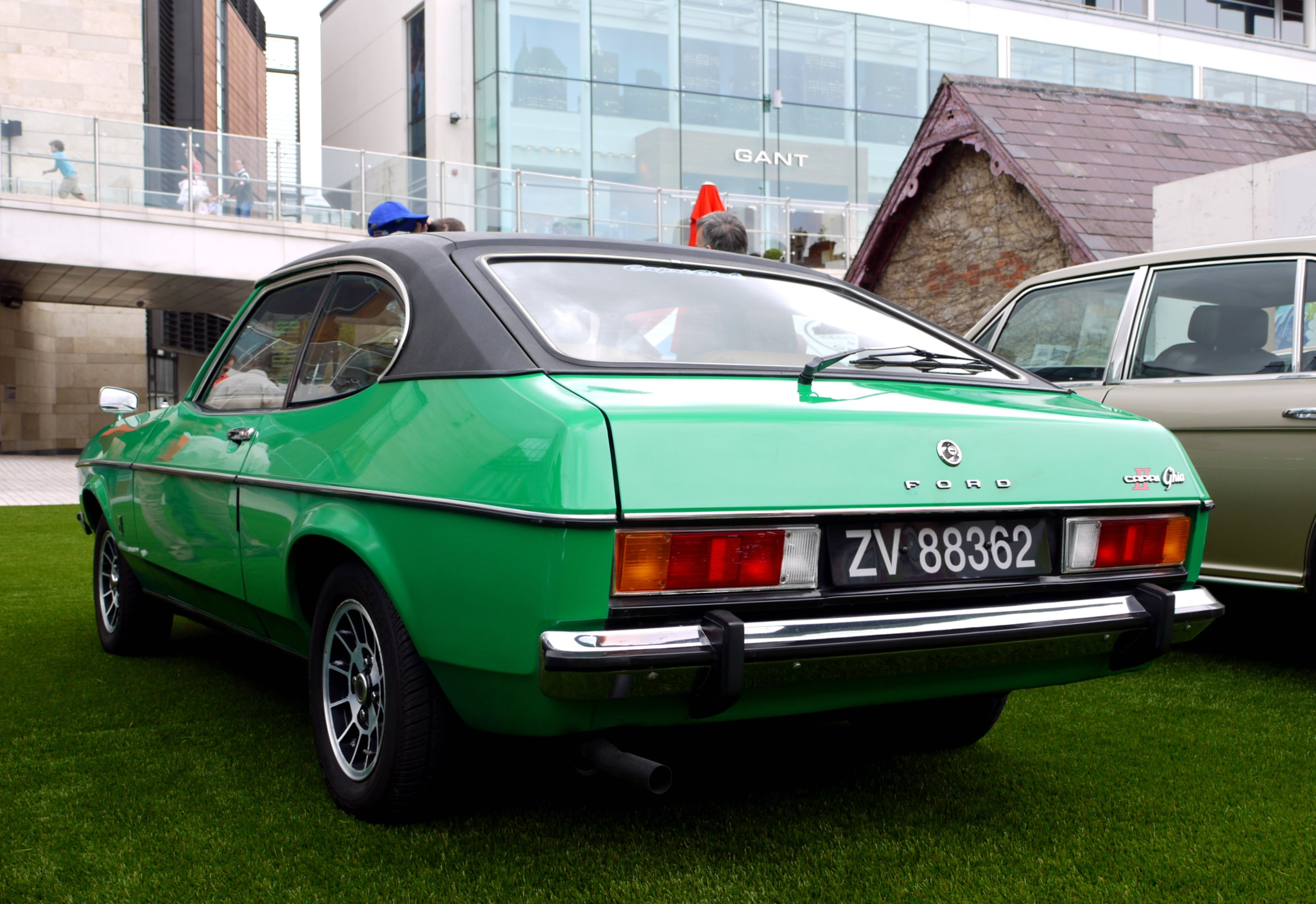
Ford Capri II Ghia, вид сзади (Ирландия)

25 февраля 1974 года появилось второе поколение (Capri II). После продажи 1,2 млн автомобилей и нефтяного кризиса 1973 года Ford решил сделать новый автомобиль больше подходящим для повседневного вождения с более коротким капотом, большим салоном и задней дверью от Хэтчбек/хетчбэка (багажник 630 литров). Задние сиденья теперь можно было складывать (в более дорогих моделях также по отдельности), что увеличивало багажный отсек. 

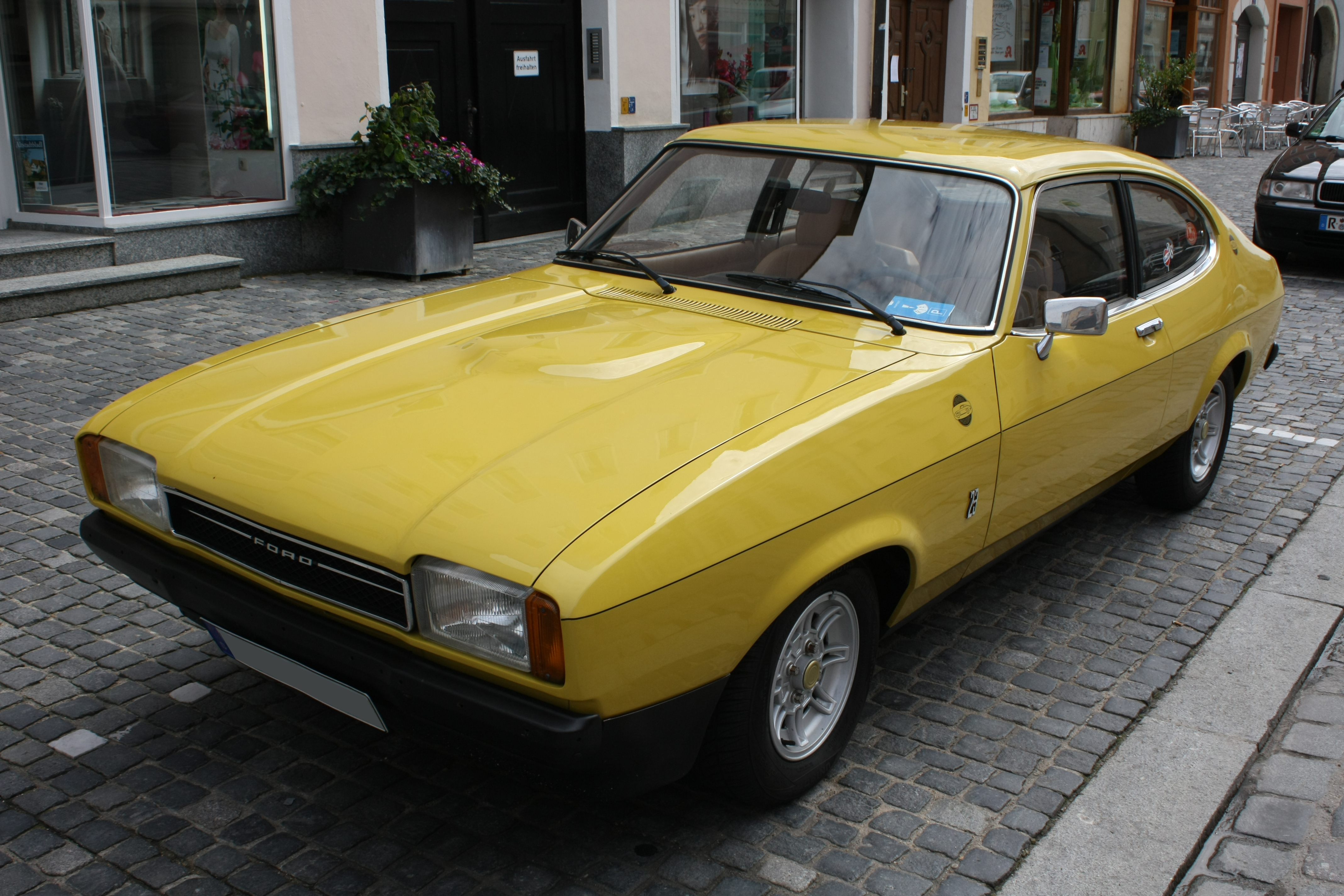
Ford Capri 2300 GT

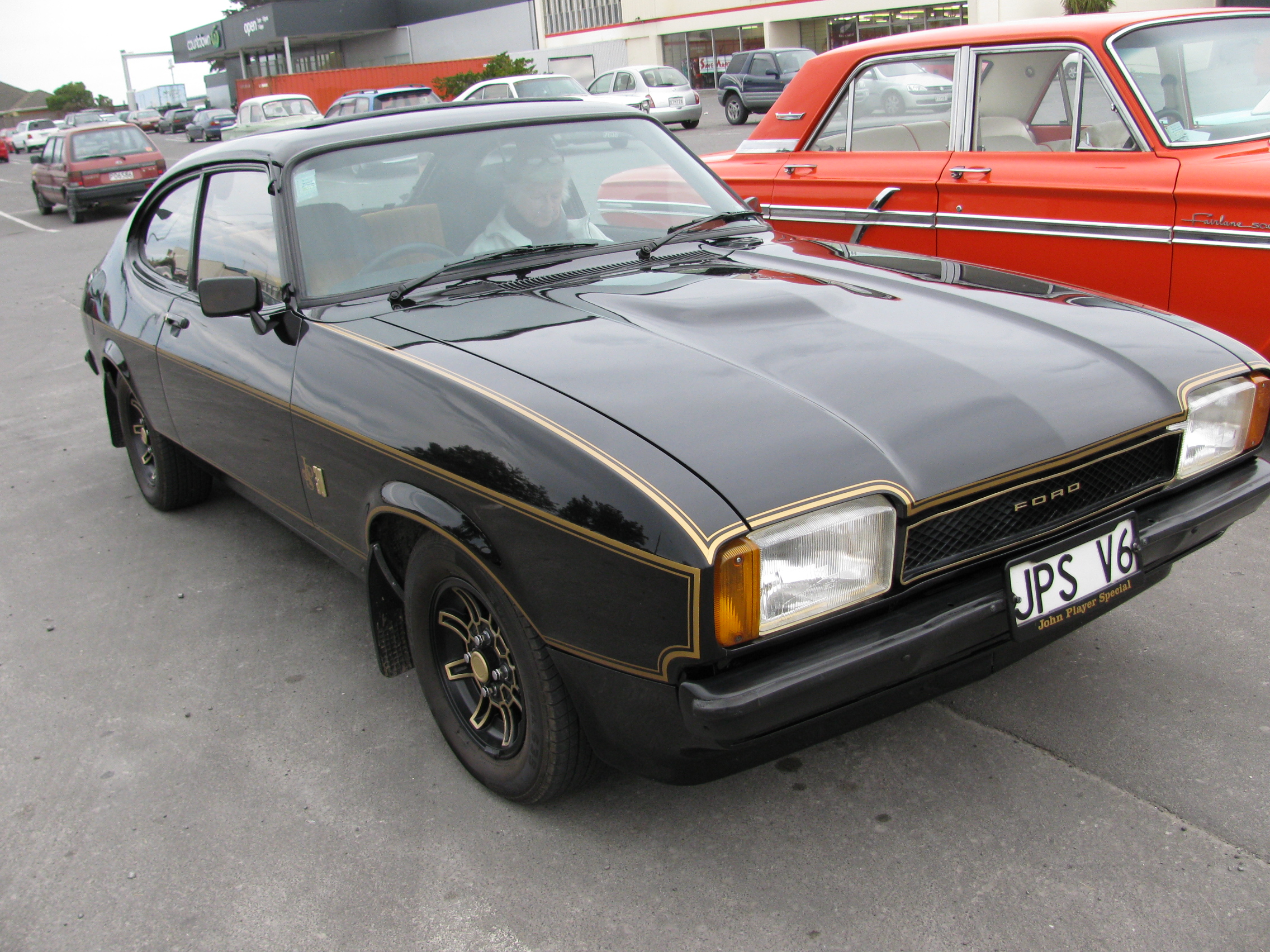
Купе John Player Special, 1976

Технически Capri II отличался от своего предшественника передними дисковыми тормозами, стандартным генератором переменного тока и передними воздухозаборниками на всех моделях S включали список модификаций.
Несмотря на то что технически автомобиль был похож на первое поколение, Capri II был изменен, получил более крупный кузов и более современную приборную панель, включая уменьшенный в диаметре руль. Отличительной особенностью второго поколения являются большие прямоугольные фары «Hella H4».

### Силовые агрегаты
Для Западной Германии Capri оснащался 1,3-литровым 55-сильным (40 кВт), 1,6-литровым 72-сильным (53 кВт), 1,6-литровым GT 88-сильным (65 кВт) или 2-литровым 99-сильным (73 кВт) рядными четырёхцилиндровыми двигателями, а также 2,3-литровым V6 мощностью 108 л. с. (79 кВт) и британским 3-литровым V6 мощностью 140 л. с. (103 кВт). Двигатели были доступны с четырёхскоростной механической коробкой передач (Ford Type 5) или с одной из новых трёхскоростных автоматических коробок передач Ford C3, доступных на всех моделях кроме 1,3. Автоматическая коробка C3 оказалось очень популярным вариантом среди покупателей Ghia, поэтому она стала стандартом на всех моделях Ghia после 1976 модельного года, а четырёхступенчатая механическая коробка передач стала опцией.

### Версии
Capri II был доступен в четырёх основных комплектациях (L, XL, GT, Ghia), базовой среди которых была L. Немного более роскошной была комплектация XL, в то время как комплектация GT обладала полным спорт-пакетом. Новым дополнением стал Capri Ghia, пришедший на смену старой версии GXL.
В марте 1975 года Ford запустил специальную серию «John Player Special» (известную как JPS). Доступный только в чёрном или белом, JPS имел позолоченные колёсные диски, золотые декоративные полосы на кузове (отсылка к Формуле-1), персональный модернизированный интерьер из бежевой ткани и черных ковров. В мае 1976 года, с уменьшением продаж, ушли переходные модели 3.0 GT, уступив моделям 3.0 S и Ghia. В октябре 1976 года производство было ограничено только на одном заводе, и в следующем году Capri покинул американский рынок всего с 513 500 проданными моделями. В 1977 году дилеры Ford RS стали предлагать различные доработки для Capri, Escort, Cortina и Fiesta. Автомобили с этими модернизациями называли «X Pack».

## Mk III
Первые автомобили стали доступны в марте 1978 года. Концепт обновленного Capri II был показан на Женевском автосалоне 1976 года: Capri II с передом, очень похожим на Escort RS2000 (с четырьмя фарами и чёрными решетками) и с задним спойлером. Новый стиль .— особенно чёрная решётка «Aeroflow» (впервые использованная на Fiesta первого поколения) и задние фонари «sawtooth». Подобные элементы стайлинга впоследствии появились на 1979 Cortina 80, 1980 Escort Mk III и 1981 Granada Mk IIb. Кроме того, автомобили Mk III отличались улучшенной аэродинамикой.

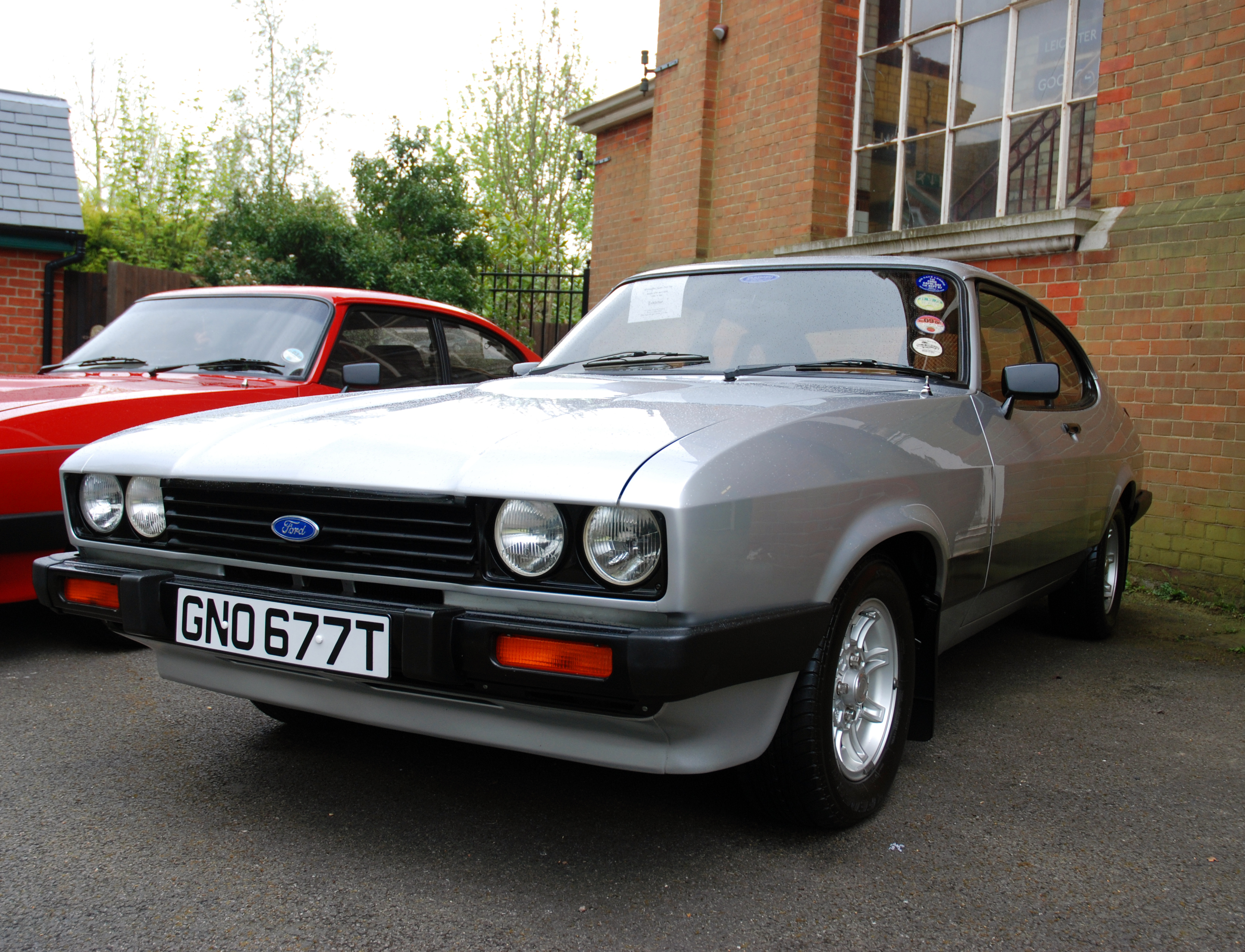
Capri III (Великобритания)

При запуске, существующие комбинации двигателей и трансмиссий Capri II были перенесены на это поколение, модель 3.0 S рассматривалась как наиболее весомая модель.
Ford стал акцентировать свое внимание на рынке Великобритании, где продажи Capri снижались. Были сделаны попытки поддерживать интерес покупателей в 1977 году вариантами Ford Rallye Sport, Series X, «X Pack». Эти продажи показали, что существует интерес к мощным вариантам. Несмотря на популярность спортивных моделей в Великобритании за большее время производства, третье поколение было также одним из самых угоняемых автомобилей в Великобритании в течение 1980-х и начале 1990-х годов и относилось к категории «высокого риска» согласно докладу Хоум-офиса.
Модель 3.0 S появлялась в TV-сериале The Professionals с персонажами Боди (серебристая 3.0 S) и Доли (золотая 3.0 S). Последняя выпускалась на заводе в Кёльне, Западная Германия, и 19 декабря 1986 года закончилось 18-летнее производство с 1,9 миллионами выпущенных единиц в трёх поколениях, с двумя крупными фейслифтингами в 1970-х годах. За свой последний год производства выпускались только модели с правым рулём для британского рынка. Не было никакой прямой смены, поскольку спрос на спортивные купе этого типа в последние годы сократился, и многие конкуренты уже ушли из этого сектора рынка, включая British Leyland, который не заменил спортивные автомобили MG Cars или Triumph до прекращения выпуска в начале 1980-х годов. Форд, однако, имел успех с мощными версиями традиционных семейных хетчбэков, таких как Escort XR3i и RS Turbo.